# ديفيد وارد (لاعب بولينغ)
ديفيد وارد (بالإنجليزية: David Ward) هو لاعب بولينغ بريطاني، ولد في 26 أكتوبر 1945.